# Penelope Milford
Penelope Milford (Saint Louis, 25 maart 1948) is een Amerikaans actrice. Zij werd in 1979 genomineerd voor een Academy Award voor haar bijrol als Viola 'Vi' Munson in het oorlogsdrama Coming Home.
Milfords officiële filmdebuut was dat in Maidstone uit 1970. Hierin was ze niettemin niet aanwezig als actrice, maar als figurant. Vier jaar later volgde haar eerste van ruim tien filmrollen, als Evelyn Moore in de misdaadthriller Man on a Swing. Milfords jongere broer Richard Kim Milford was eveneens in verschillende films te zien. Hij overleed in 1988 op 37-jarige leeftijd aan hartfalen.

## Filmografie
*Exclusief vier televisiefilms
- Night of the Lawyers (1997)
- Henry: Portrait of a Serial Killer, Part 2 (1996)
- Normal Life (1996)
- Miss Missouri (1990)
- Cold Justice (1989)
- Heathers (1989)
- The Golden Seal (1983)
- Blood Link (1982)
- Endless Love (1981)
- Take This Job and Shove It (1981)
- The Last Word (1980)
- Coming Home (1978)
- Valentino (1977)
- Man on a Swing (1974)
- Maidstone (1970)

- International Standard Name Identifier: 0000 0000 7365 9800
- Library of Congress Control Number: no92009165
- Nationale Bibliotheek van Tsjechië: xx0049187
- Virtual International Authority File: 51879155
- WorldCat: E39PBJmdxVC7JQ4RBMFQxTTT73